# حجم فایل
حجم فایل معیاری است برای سنجش مقدار داده‌ای که یک پروندهٔ رایانه‌ای دربردارد یا میزان فضای ذخیره‌سازی که اشغال می‌کند. حجم فایل معمولاً با واحدهای اندازه‌گیری مبتنی بر بایت بیان می‌شود. به شکل قراردادی، واحدهای حجم فایل یا از یک پیشوند متریک (مانند مگابایت و گیگابایت) یا یک پیشوند باینری (مانند مبی‌بایت و گیگی‌بایت ) استفاده می‌کنند.
هنگامی که یک پرونده در یک سامانهٔ فایل‌بندی نوشته می‌شود، که در بیشتر دستگاه‌های امروزی چنین است، ممکن است از فضای دیسک کمی بیش از نیاز فایل اشغال کند. چرا که سامانهٔ فایل‌بندی، حجم را به بالا گرد می‌کند تا فضای بلااستفادهٔ باقی‌مانده در آخرین بلوک مورد استفادهٔ فایل را دربرگیرد. (یک سکتور کوچکترین فضایی است که سامانهٔ فایل‌بندی آدرس‌دهی می‌کند. اندازهٔ یک سکتور دیسک از چندصد تا چندهزار بایت متغیر است. حجم یک بلوک سامانهٔ فایل‌بندی به اندازهٔ یک یا چند سکتور است.) فضای استفاده‌نشده فضای خالی یا تکه‌تکه شدن داخلی نام دارد. گرچه اندازهٔ کوچکتر سکتور، امکان استفادهٔ متراکم‌تر از فضای دیسک را فراهم می‌کند؛ اما کارایی عملیاتی سیستم فایل را نیز کاهش می‌دهد.